# Arthur Melanson
Pour les articles homonymes, voir Melanson.
Louis Joseph Arthur Melanson, né à Trois-Rivières le 25 mars 1879 et mort à Moncton le 23 octobre 1941, est un prêtre canadien, deuxième évêque de Gravelbourg et premier archevêque de Moncton. Il est le fondateur des Filles de Marie de l'Assomption.

## Biographie
Arthur Melanson naît à Trois-Rivières, au Québec, dans une famille acadienne originaire de Petit-Rocher, au Nouveau-Brunswick. Il est ordonné prêtre le 9 juillet 1905 après des études au séminaire de Rimouski puis au grand séminaire de Montréal. Il est nommé curé de la paroisse Saint-Benoit de Balmoral, puis curé en 1919 à Campbellton.  Il fonde la congrégation des Filles de Marie de l'Assomption en 1922.  Sacré évêque de Gravelbourg le 22 février 1933, il devient, le 22 février 1937, le premier archevêque du tout nouvel archidiocèse de Moncton, créé l’année précédente. Son épiscopat se distingue entre autres par la construction de la cathédrale Notre-Dame de l’Assomption de Moncton.
L’Académie française lui décerne le prix de la langue-française en 1938 pour la Réorganisation du journal acadien "La voix d’Évangéline".
Mgr Melanson est le premier acadien à recevoir le titre d’archevêque.